# Кларк, Уильям Патрик
Уильям Кларк (англ. William Clark; 23 октября 1931, Окснард, Калифорния, США — 10 августа 2013, Шандон, Калифорния, США) — американский юрист и политик, советник президента США по национальной безопасности (1982—1983) при Рональде Рейгане, министр внутренних дел США (1983—1985).

## Биография
Учился в Стэнфордском университете, завершил юридическое образование в Loyola Law School в Лос-Анджелесе. Служил в корпусе разведки американской армии, специализируясь на задачах контрразведки.
- 1969—1971 гг. — судья в Верховном апелляционном суде Калифорнии,
- 1973—1981 гг. — судья Верховного суда Калифорнии. Также являлся советником губернатора Калифорнии Рональда Рейгана (1967—1975),
- 1981—1982 гг. — заместитель государственного секретаря США,
- 1982—1983 гг. — советник президента США по национальной безопасности,
- 1983—1985 гг. — министр внутренних дел США.

Покинув администрацию Р.Рейгана, продолжил отвечать за значимые направления государственной политики. В частности, являлся председателем рабочей группы, которая отвечала за программу создания ядерного оружия Соединенных Штатов. Также был специальным представителем президента на переговорах с индейскими племенами навахо и хопи, кроме того, является членом нескольких правительственных комиссий. Занимал пост попечителя Президентской библиотеки Рональда Рейгана.
Являлся генеральным директором собственной компании, Clark Company, а также старшим партнером в юридической фирме Clark, Cali and Negrant.